# ابن سکن
ابوعلی، عثمان بن سعید بغدادی شهرت‌یافته به ابن سَکَن (۹۰۶–۹۶۵م) محدث برجستهٔ عراقی ایرانی‌اصل در سدهٔ سوم هجری بود. نسبش به انوشیروان می‌رسد: سعید بن عثمان بن سعید بن سکن بن سعید ابن مصعب بن رستم بن کسرا انوشیروان. به مصر وارد شد و منابع کهن در توصیف سفرهایش برای فراگیری علم حدیث از «جیحون تا نیل» نوشته‌اند. اثرش «صحیح المنتقی» بسیار مورد توجه اهل اندلس قرار گرفت و شروحی بر آن نگاشته‌اند، ابن حزم آن را در ردیف صحیح‌های شش‌گانه دانسته است.